# 新野駅 (徳島県)
新野駅（あらたのえき）は、徳島県阿南市新野町信里にある、四国旅客鉄道（JR四国）牟岐線の駅。駅番号はM16。

## 概要
元は新野町（その後合併して橘町、更に合併して阿南市に）の玄関口として設けられた。
周囲は住宅がそこそこある農村地帯という感じである。旧徳島県立新野高等学校（現・徳島県立阿南光高等学校新野キャンパス）の最寄駅で、高校生の利用が多い。そのため、利用客数は臨時特急停車駅である隣の桑野駅を上回る。

## 歴史
- 1937年（昭和12年）6月27日：開業[2]。
- 1970年（昭和45年）4月1日：貨物取扱廃止[2]。
- 1972年（昭和47年）11月1日：民間委託化[3][4]。
- 1984年（昭和59年）2月1日：荷物扱い廃止[2]。駅員無配置駅となる[5][6]。
- 1987年（昭和62年）4月1日：国鉄分割民営化によりJR四国の駅となる[2]。
- 2011年（平成23年）3月12日：特急「むろと」1往復が停車するようになる。
- 2019年（平成31年/令和元年）4月以降：自動券売機を撤去[7]。
- 2025年（令和7年）3月15日：ダイヤ改正により特急「むろと」の運行を終了。これにより当駅停車の優等列車が消滅[8][9]。

## 駅構造

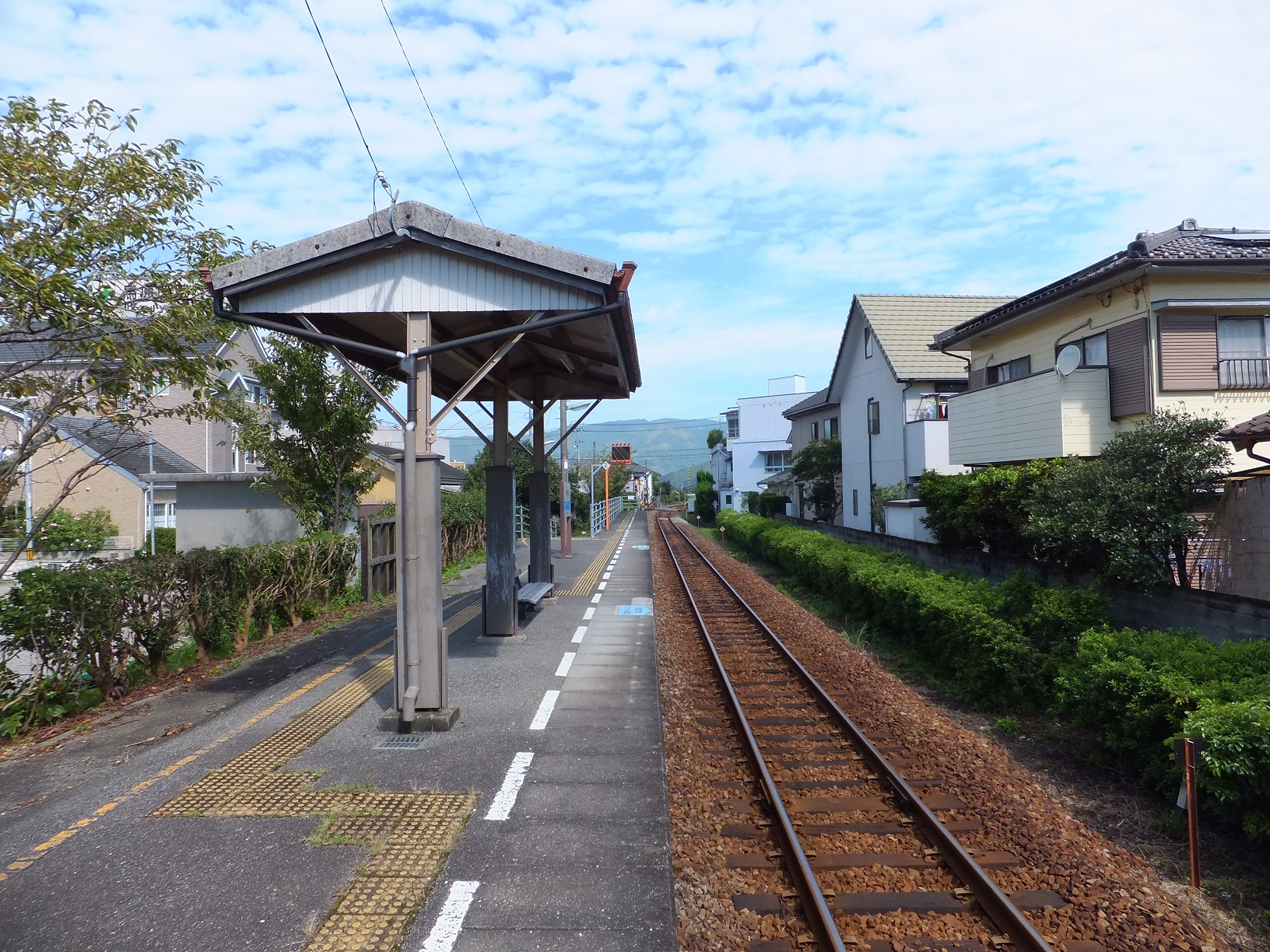
ホーム（2015年9月）

単式ホーム1面1線を有する地上駅で、阿南駅が管轄する無人駅である。木造駅舎を有する。国鉄時代に無人化された後はJRになってからも暫く簡易委託駅として窓口で切符を発売していたが、現在は出札口も塞がれている。自動券売機が設置されたこともあったが、撤去された。2019年6月にはトイレも出入り口が板でふさがれた。駅舎外に飲料の自動販売機、公衆電話、郵便ポストがある。
備考
- 島式ホーム1面2線を有する駅であったが、交換設備を廃止したため、片側しか使われていない。
- かつては当駅を始発終着とする普通列車が複数設定されていた。

## 利用状況
1日平均乗車人員は下記の通り。
| - 391人（1995年度） - 320人（1996年度） - 289人（1997年度） - 290人（1998年度） - 291人（1999年度） - 305人（2000年度） - 296人（2001年度） - 276人（2002年度） - 262人（2003年度） - 265人（2004年度） | - 257人（2005年度） - 238人（2006年度） - 223人（2007年度） - 217人（2008年度） - 203人（2009年度） - 211人（2010年度） - 237人（2011年度） - 254人（2012年度） - 245人（2013年度） - 226人（2014年度） |

## 駅周辺
行政機関
- 阿南警察署新野町駐在所

金融機関・郵便局
- 日本郵便花坂簡易郵便局
- 徳島大正銀行新野町出張所

教育機関
- 阿南市立新野東幼稚園
- 阿南市立新野東小学校
- 徳島県立阿南光高等学校新野キャンパス

宗教施設

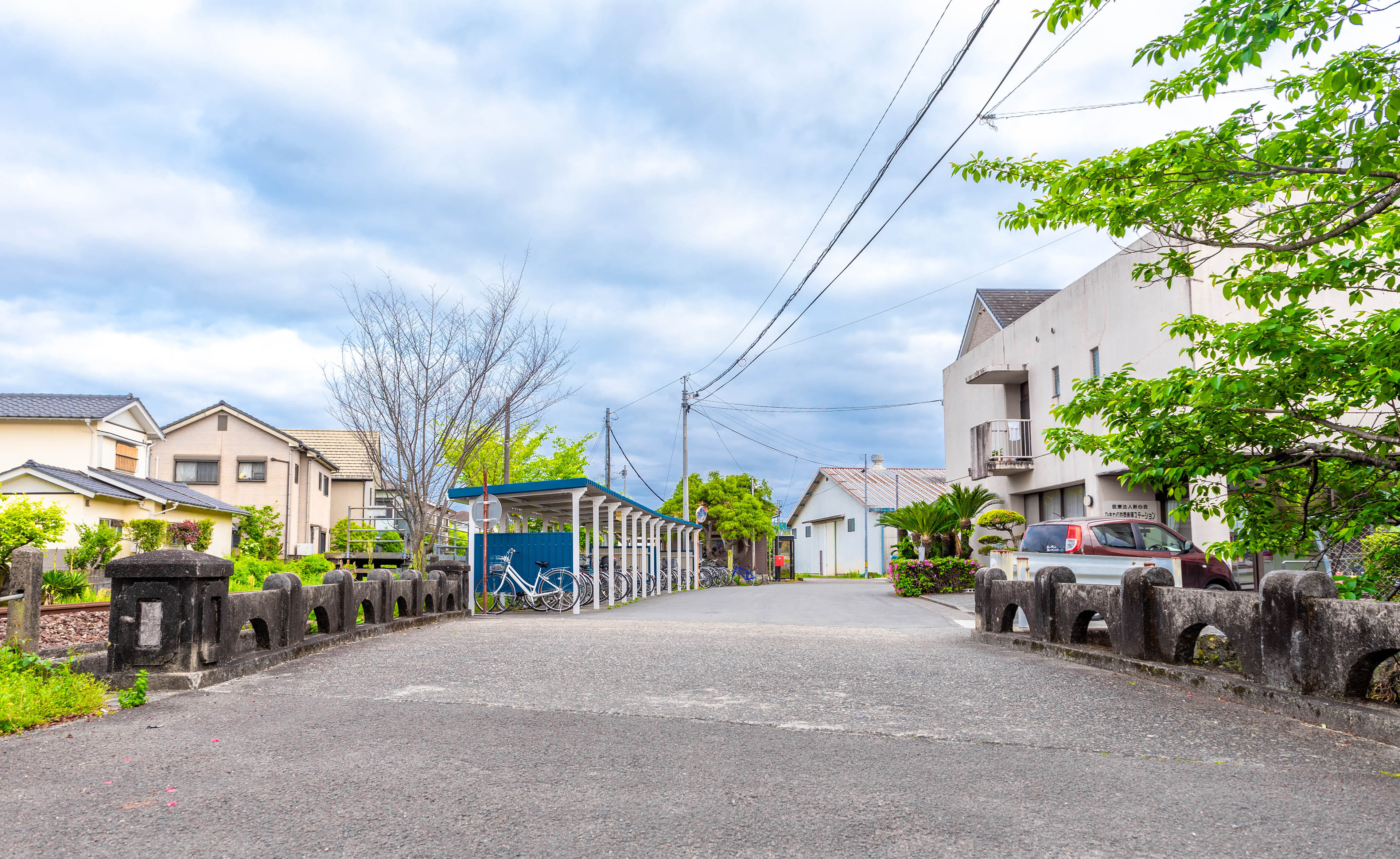
駅前から駅方面を望む（2022年4月）

- 平等寺 - 四国八十八箇所第22番・阿南室戸歴史文化道
- 月夜御水庵 - 平等寺奥の院

その他
- 阿南農業協同組合新野支所廿枝（）直売所
- 日亜化学工業新野工場 - 旧本社工場。創業地でもある。
- 桑野川
- 廿枝川

道路
- 徳島県道24号羽ノ浦福井線
- 徳島県道35号阿南相生線
- 徳島県道176号新野停車場線

## 隣の駅
四国旅客鉄道（JR四国）
■牟岐線
■普通
桑野駅 (M15) - 新野駅 (M16) - 阿波福井駅 (M17)